# Ugiodes
Ugiodes is een geslacht van vlinders van de familie spinneruilen (Erebidae), uit de onderfamilie Calpinae.

## Soorten
- U. cinerea Hampson, 1926
- U. geometriformis Strand, 1915
- U. vagulalis Viette, 1956